# 阿貝德·阿馬尼·卡魯梅

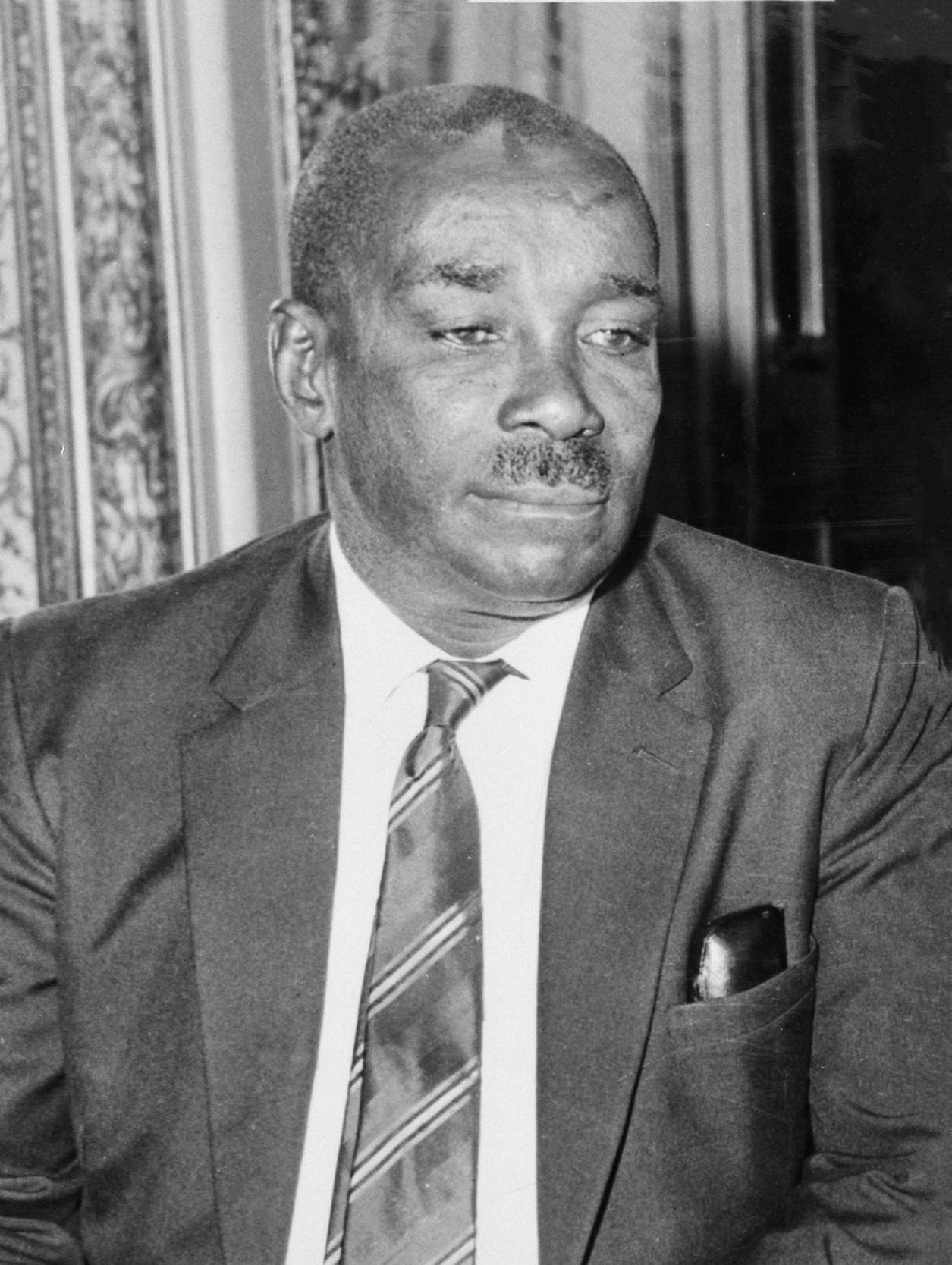
阿貝德·卡魯梅

阿貝德·阿馬尼·卡魯梅（1905年8月4日—1972年4月7日），是桑給巴爾的第一任總統。由於1964年1月桑給巴爾革命成功導致最後一位蘇丹被罷黜，所以他獲得了這一頭銜。三個月後，坦桑尼亞聯合共和國成立，卡魯梅成為了新聯合共和國的第一任副總統，并擔任新國家主席。他是桑給巴爾前總統阿馬尼·阿貝德·卡魯梅的父親。

## 早年生涯
據稱，卡魯梅於1905年出生在尼亞薩蘭（馬拉維）的村莊，幾乎沒有受過正規教育，在進入政界之前是一名海員，曾是蘇丹的水手。他在生命的最初階段離開桑給巴爾，在倫敦和其他地方旅行，通過接觸非洲思想家，如馬拉維的海斯廷斯·卡穆祖·班达，了解地緣政治和國際事務。卡魯梅通過擴大非洲-設拉子黨及其與坦噶尼喀非洲民族聯盟黨的關係，發展了一種控制手段。

## 桑給巴爾革命
1963年12月10日，在桑給巴爾國民黨（ZNP）和桑給巴爾和奔巴人民黨贏得選舉後，桑給巴爾苏丹国成为了英联邦下的独立君主立宪国。初選使政府控制了ZNP。卡魯梅表示願意在新政府的選舉框架內工作，並實際向一名英國警官通報了將於1月份進行的革命陰謀。
1964年1月12日，也称革命之夜，卡魯梅當時不在桑給巴爾，而是在非洲大陸。叛亂的煽動者是以前不為人知的烏干達人約翰·奧凱洛。革命者在冲突中佔了上風。成千上萬的桑給巴爾人，大多是祖籍阿曼的桑給巴爾阿拉伯人和印度人被謀殺，革命分子方面傷亡相對較少。桑給巴爾革命結束了阿拉伯人在該島上大約500年的統治，其間最重要的是阿拉伯奴隸貿易引起了大多數非洲人口的強烈不滿。

## 權力鬥爭
約翰·奧凱洛控制桑給巴爾了後，邀請卡魯梅回到島上，擔任桑給巴爾人民共和國總統和奔巴的總統。在外國領土上的其他桑給巴爾人也被邀請回來，最著名的是被任命為革命委員會的馬克思主義政治家阿卜杜拉赫曼·穆罕默德·巴布。約翰·奧凱洛為自己保留了“元帥”的稱號，這個職位具有不確定的力量。接下來是為期三個月的內部權力鬥爭。
卡魯梅利用自己的政治技巧將鄰國非洲國家的領導人與奧凱洛聯繫起來，並邀請坦噶尼喀警察進入桑給巴爾維持秩序。一旦奧凱洛出國旅行，卡魯梅就宣稱他是“國家的敵人”並且不允許他返回。鑑於坦干尼喀警察的存在和欠缺他們的領導人，奧凱洛的團伙沒有進行任何抵抗。
卡魯梅的第二個重要政治舉動是他於1964年4月同意與坦噶尼喀總統朱利葉斯·尼雷爾組建聯盟。確保這個被稱為坦桑尼亞的新國家不會與蘇聯和共產主義集團結盟，如同A.M.巴布曾提倡過。鑑於卡魯梅政府的新合法性（現在得到坦噶尼喀大陸得到了堅定的支持），卡魯梅將巴布邊緣化到無關緊要的地步。1972年，馬克思主義領導人被指控策劃暗殺卡魯梅後，最終被迫逃離坦桑尼亞。結果，卡魯梅被授予第一副總統職位。

## 暗殺與傳說
卡魯梅於1972年4月在桑給巴爾鎮被暗殺。四名身份不明的持槍歹徒趁他在非洲-設拉子黨黨總部玩斯瓦希里播棋時槍殺了他。有些人慶祝他的死亡，因為該國的不同地區不喜歡這位自稱為總統的人，他從來就不是來自桑給巴爾的人。據信他來自馬拉維。對涉嫌反對卡魯梅政權的人進行了報復。阿貝德的兒子阿瑪尼·阿貝德·卡魯梅在2000年和2005年被選為桑給巴爾總統兩次，獲得了大多數人的支持，並於2010年底將權力移交給了他的繼任者阿里·穆罕默德·希恩。